# Frederick Peel
Frederick Peel, född 26 oktober 1823 i London, död där 6 juni 1906, var en brittisk politiker och ämbetsman, yngre son till Robert Peel.
Peel blev 1849 advokat och samma år ledamot av underhuset, var understatssekreterare för kolonierna i Russells och Aberdeens ministärer (november 1851–februari 1852 och december 1852–februari 1855) samt innehade i Palmerstons första ministär 1855–1857 den under Krimkrigets sista period särskilt krävande posten som understatssekreterare för krigsärenden och krigsministeriets representant i underhuset. 
Han var 1859–1865 skattkammarsekreterare i Palmerstons andra ministär, erhöll 1869 knightvärdighet och var från 1873 till sin död medlem av kommissionen för järnvägar och kanaler, ett slags skiljedomstol mellan dessa samfärdselföretag och allmänheten; på denna post verkade han med framgång för billigare transporter för jordbruket.